# Difosfen
Difosfen je anorganická sloučenina se vzorcem (PH)2. Má dva geometrické izomery, onačované E a Z.
Difosfen je rovněž základní sloučeninou pro skupinu nazývanou difosfeny,  obecným vzorcem (PR)2, kde R je organická funkční skupina.